# Abadia de Battle
L'Abadia de Battle (Battle Abbey) fou un monestir benedictí que es va construir en penitència pels caiguts en la batalla de Hastings. Al voltant d'aquest monestir va sorgir un nucli de població que és l'actual municipi de Battle. Actualment només es conserva part de l'antic monestir i es fa servir com a escola internat de noies.

## Fundació del monestir
L'any 1070 el papa Alexandre II va ordenar que els normands fessin penitència per haver matat tanta gent durant la conquesta d'Anglaterra. En resposta, el rei Guillem el Conqueridor va prometre edificar un monestir perquè els monjos preguessin per les ànimes dels difunts de la conquesta. El lloc escollit va ser un indret proper al camp de la batalla de Hastings (1066), la batalla de la conquesta on van haver més víctimes i on es creu que va morir el rei Harold II d'Anglaterra.
Un cop acabat es va dedicar a l'advocació de sant Martí, també conegut com «l'apòstol dels gals». Les obres van estar enllestides el 1094 durant el regnat de Guillem II. El Conqueridor havia decretat que aquesta abadia estaria exempta de retre comptes a cap altra jurisdicció episcopal, de manera que va quedar al mateix nivell que la de Canterbury.

## Història del monestir
A final del segle xiii es van fer obres de remodelació. Amb la dissolució dels monestirs decretada el 1538 per Enric VIII els monjos d'aquesta abadia van rebre una pensió compensatòria. Hi ha el registre d'aquestes pensions a: John Hamond, l'abat d'aquell moment, Richard Salesherst, el prior, John Henfelde, William Ambrose, Thomas Bede i Thomas Levett, que eren monjos i mestres en teologia. Bona part de les terres i l'edifici van ser donades pel rei Enric VIII al seu amic sir Anthony Browne, el qual va fer enderrocar l'església i part del claustre, mentre que el que havia estat la casa de l'abat ho va transformar en una residència d'estiu.

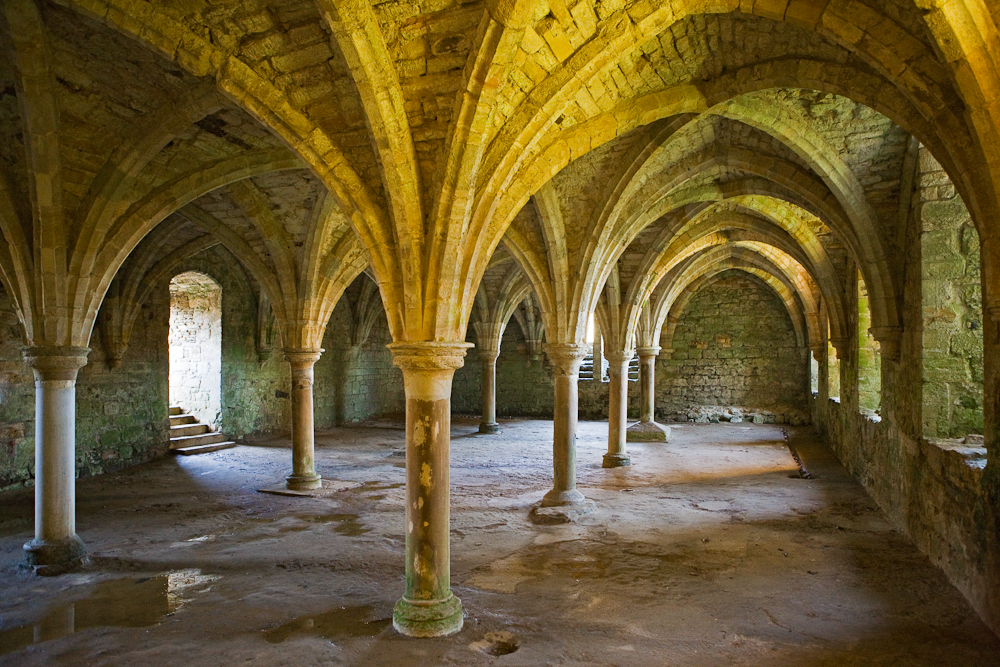
Sala de l'antic monestir

El 1721, un descendent de Browne, Anthony Browne, 6è comte de Montagu, va vendre la propietat a sir Thomas Webster, baró i membre del parlament. Thomas es va casar amb Jane Cheek, neta i hereva d'un ric mercader, Henry Whistler, i a la seva mort el 1719, l'abadia va passar a formar part de l'herència de la dona. Quan el fill de tots dos, sir Whistler Webster, va morir sense fills que l'heretessin l'any 1779, les propietats van passar al seu germà. L'Abadia de Battle va romandre en la família Webster fins al 1858, data en què fou venuda pel 6è baró a lord Harry Vane, darrer duc de Cleveland. A la mort de la duquessa de Cleveland l'any 1901, la propietat va ser recuperada per Augustus Webster, 7è baró.
Durant la Segona Guerra Mundial va ser una escola amb internat per a noies, funció que encara té i algunes sales es van fer servir per al quarter general de les tropes canadenques, estacionades a la vora. Sir Augustus (fill d'Augustus, el 7è baró, mort el 1923) hi va néixer el 1864. El 1895 es va casar amb Bedale, la filla única de Henry Crossley d'Aldborough Hall. Els hereus de sir Augustus Webster, van vendre l'Abadia de Battle al govern britànic el 1976, que va catalogar el que resta de l'antic edifici com a patrimoni anglès de grau I (English Heritage).

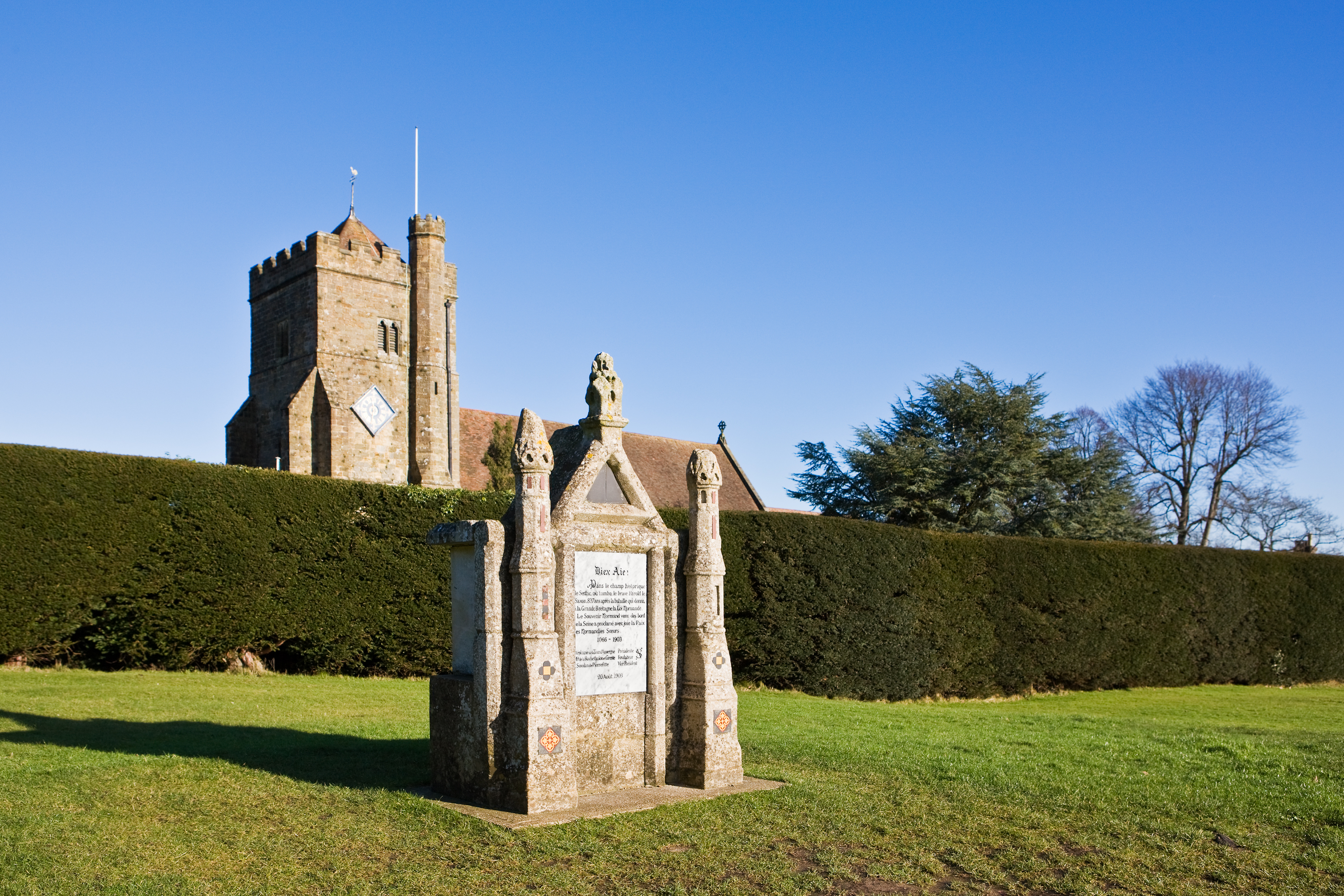
El monument erigit per l'estat francès.

La part que va sobreviure de l'abadia són edificis construïts entre els segles xiii i XVI, que són els que es fan servir com a escola (Battle Abbey School). L'entrada al públic no està permesa llevat de la temporada de les vacances d'estiu. El lloc on se suposa que va morir el rei Harold II està assenyalat amb una placa commemorativa i, a prop d'allà hi ha un monument erigit pel poble de Normandia el 1903. Hi ha també un centre per a visitants on s'exhibeix un vídeo sobre la batalla, i artefactes que s'han recuperat d'aquella època; també s'ofereix una àudioguia per obtenir informació mentre es passeja pel lloc de la batalla.

## Llista d'abats

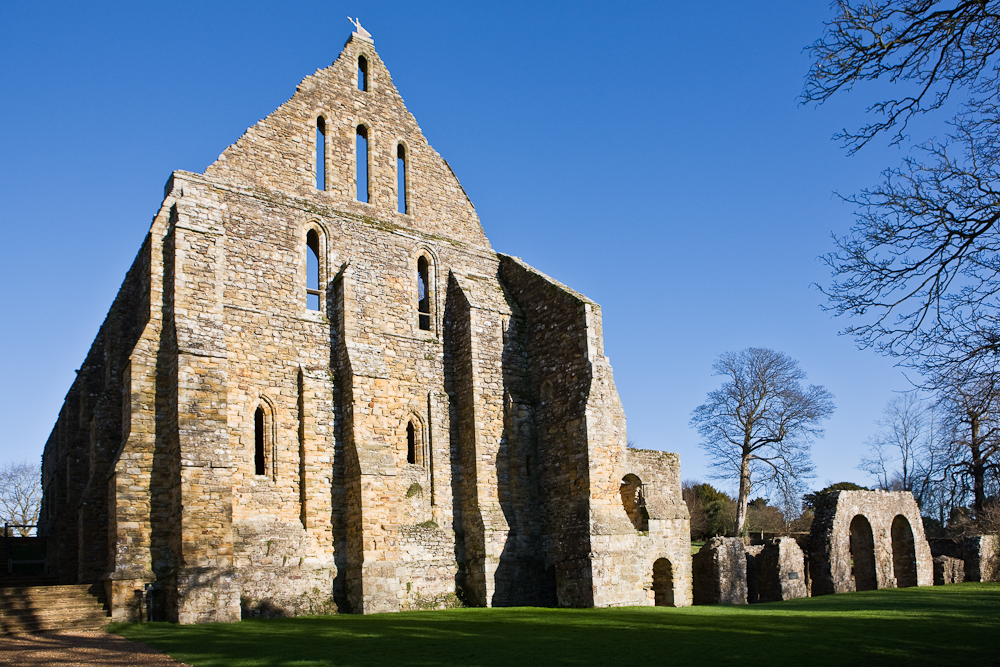
Ruïnes d'un mur del dormitori de l'abadia.

| nom              | data del càrrec | notes |
| ---------------- | --------------- | --- |
| Robert Blanchard | 1067            | anteriorment monjo a Marmoutier (Tours)                                                                     |
| Gausbert         | c. 1076–1095    | |
| Henry            | 1096–1102       | anteriorment monjo a Bec i prior de Christ Church Priory                                                    |
| Ralph            | 1107–1124       | anteriorment monjo de Bec, i de Caen, i prior de Rochester                                                  |
| Warner           | 1125–1138       | anteriorment monjo de Canterbury va renunciar al càrrec o fou destituït i es va retirar al Priorat de Lewes |
| Walter de Luci   | 1139–1171       | monjo de Lonlé germà de Richard de Luci                                                                     |
| Odo              | 1175–1200       | anteriormentd prior de Canterbury                                                                           |
| John de Duvra    | 1200–before1215 | |
| Richard          | 1215–1235       | anteriorment monjo a l'Abadia de Battle                                                                     |

## Battle Abbey Roll
En el monestir es guardava un document (Battle Abbey Roll) amb la llista de tots que van combatre en la batalla, al bàndol de Guillem el Conqueridor, però en passar de mans l'edifici, aquest valuós document històric es va perdre, probablement al segle xvi. Segles després es va trobar una còpia manuscrita, que es coneix pel nom de  Auchinleck manuscript i es conserva a la Biblioteca Nacional d'Escòcia.